# Такеши Моришима
Такеши Моришима (на японски: 森嶋 猛Morishima Takeshi) е японски професионален кечист.
Състезава се за японския кеч промоутър Pro Wrestling Noah и американския кеч промоутър Ring of Honor. В САЩ е най-известен като еднократен носител на Световната титла на Ring of Honor. В Япония Моришима е печелил веднъж титлата в най-тежката категория на Pro Wrestling Noah.
Дебютира на 22 март 1998 като част от програмата на кеч промоутъра All Japan Pro Wrestling. Моришима е висок 1,90 m и е с тегло около 150 kg. Партнира си най-често със сънародника си Такеши Рикио, с когото имат съвместна титла по двойки. Моришима е участвал в няколко издания на WWE.